# Amarok (mythologie)
Pour les articles homonymes, voir Amarok.
Amarok ou Amaruq (ᐊᒪᕈᒃ, en syllabaire inuktitut) est, dans la mythologie inuit, le gigantesque esprit du loup, décrit le plus souvent comme un loup géant qui dévore les chasseurs assez imprudents pour sortir chasser seuls la nuit, mais il peut aussi aider les humains en veillant à ce que ses frères, les loups, maintiennent les troupeaux de caribous en bonne santé par élimination des animaux faibles et malades. Le nom d'« Amarok » désigne également le loup chez les peuples inuits, et il fut donné à des animaux étudiés dans le cadre de la cryptozoologie, avant d'être repris pour plusieurs œuvres modernes de littérature et de musique notamment.

## Étymologie
Amarok signifie « loup » ou « l'esprit du loup » dans la langue inuit. Le mot désigne à la fois l'esprit du loup dans le cadre de l'animisme inuit, et le loup en tant qu'animal.

## Légendes liées
Amarok est un grand chasseur qui, contrairement aux loups qui traquent en meute, chasse seul ses proies. Il s'attaque aux chasseurs humains qui sortent chasser seuls la nuit en toute imprudence.
Les Premières Nations de l'île de la tortue (Amérique du Nord) dont les Inuits ont toujours accordé au loup une grande place dans leur culture mais contrairement aux européens, ils voient également cet animal de manière positive, en tant qu'associé dans leur recherche de nourriture.

### Le loup et le caribou
La légende du loup et du caribou a été consignée par Farley Mowat en 1974 et Amarok joue un rôle important dans la cosmogonie inuit :

« Au commencement, il n'y avait rien de vivant, pas d'animal, juste le premier homme et la première femme. Cette dernière demanda à Kaïla, le dieu du Ciel, de peupler la terre. Il l'envoya creuser un trou dans la banquise pour y pêcher et la femme sortit tous les animaux qui peuplent le monde du trou un à un, le caribou en dernier. Kaïla lui dit que le caribou était le plus beau cadeau qu'il puisse leur faire car il nourrira son peuple. La Femme relâcha le caribou et lui dit de se répandre sur la Terre et de se multiplier. Rapidement, les caribous devinrent nombreux et les fils de la femme purent le chasser pour manger sa chair et confectionner tentes et vêtements avec sa peau. Cependant, les descendants de la première femme choisissaient toujours les plus beaux animaux, si bien qu'un jour, il ne resta plus que les plus faibles et les malades, dont les inuits ne voulaient pas de peur, en les mangeant, de devenir faibles et malades comme eux. La femme demanda une solution à Kaïla et ce dernier alla rendre visite à Amarok, l'esprit du Loup. Il lui demanda que ses enfants, les loups, mangent les caribous maigres, malades et petits pour que les troupeaux redeviennent nombreux avec des animaux gros et gras, et que les Fils de la Femme puissent de nouveau les chasser. C'est depuis cela que, selon la mythologie inuit, "pour les Fils, le loup et le caribou ne sont devenus plus qu'un. Car, si le caribou nourrit le loup, le loup conserve le caribou en bonne santé." »

Le loup est considéré comme un animal indispensable à l'entretien des populations de gros gibier grâce au type de chasse qu'il pratique. Il est ainsi complémentaire de la chasse pratiquée par les hommes.

## Art
Amarok est un sujet assez populaire dans l'art inuit.

## Cryptozoologie

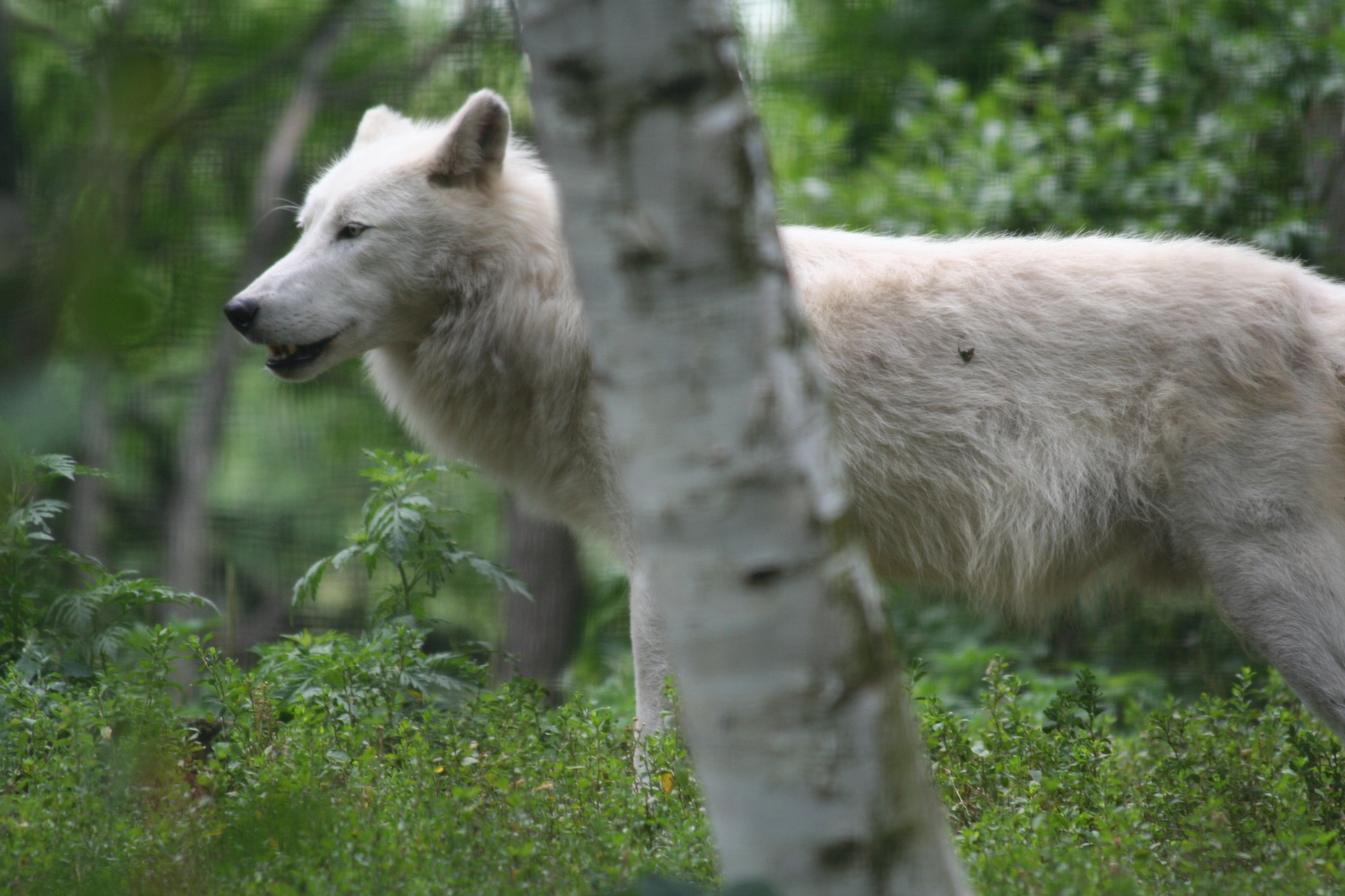
Le loup arctique est nommé Amarok dans la langue locale

Amarok est également étudié par la cryptozoologie puisque ce nom a été donné par les Inuits du Groenland à un animal semblable à un loup, réputé très féroce, qui serait toujours de couleur grise. Les cryptozoologues ont classé cet hypothétique animal dans la famille du loup (canis lupus). En réalité, il semble que ce nom désigne le loup arctique, qui est généralement de couleur blanche. Un autre cryptide canin, le waheela, est également parfois confondu avec Amarok.

## Culture populaire
- Amarok est le nom d'un roman de Bernard Clavel publié en 1989, qui raconte l'histoire de deux trappeurs et d'un chien croisé de loup nommé Amarok, dans le Québec des années 1940, qui fuient vers le grand Nord[7].
- Amarok, l'esprit des loups est un roman pour la jeunesse de Nadège Devaux publié en 2001 dans lequel un baroudeur fait une expédition de 2 semaines sur l'île de Baffin pour y filmer les loups[8].
- Par ailleurs, Mike Oldfield a produit un album nommé Amarok, dont le nom et la symbolique ont inspiré ceux d'un logiciel libre de lecture audio.
- Le film Un homme parmi les loups de Walt Disney, où un biologiste mandaté par le gouvernement part élucider le phénomène de disparition des caribous de l'arctique lié, selon les autorités, à la sauvagerie des loups, est clairement et directement inspiré du mythe d'Amarok.
- Le constructeur automobile allemand Volkswagen a donné le nom d'Amarok à son premier pick-up.
- Amarok est le nom d'une compilation du groupe de Black Metal allemand Nargaroth, sortie en 2000. Le groupe a également donné le nom « Amarok - Zorn des Lammes » à un de ses morceaux, divisé en trois parties sur plusieurs albums (Amarok - Zorn des Lammes I, II et III).
- Dans la saison 4 de Grimm, Amarok est un wesen recouvert de fourrure et dont l'haleine à le pouvoir de gêler ses victimes. Il vivrait en Norvège.
- Dans la saison 7 de Winx Club, Amarok est le nom d'un Magiloup avec qui Flora se lie d'amitié.